# Classe Vauquelin
Pour les articles homonymes, voir Vauquelin.
La classe Vauquelin est une série de six contre-torpilleurs de la marine nationale française, mis sur cale à partir de mars 1930 et entrés en service entre 1933 et 1934.

## Dénomination
L’usage d’appeler la classe par le nom du Vauquelin provient de l’historiographie anglaise. En effet, en France l’usage est en principe plutôt de donner au type le nom du premier bâtiment mis à l’eau, soit en occurrence le Cassard. Par ailleurs, le premier navire ayant été présenté à la presse étant le Tartu, celle-ci a pris l’habitude de nommer la classe par ce nom, qui se retrouve ainsi fréquemment dans les journaux de l’époque, mais aussi même dans les échanges au sein de la Marine nationale. Enfin, la dénomination « contre-torpilleur type 1928 ».

## Caractéristiques

### Armement

#### Armement principal
L’artillerie principale de la classe Vauquelin est composée de cinq pièces de 138,6 mm modèle 1927. Chacune est disposée sur un affût à sellette-pivot, avec les pièces 1 et 2 à l’avant, les 4 et 5 à l’arrière et la 3 au centre. Les canons eux-mêmes sont une version améliorée du canon de 138,6 mm mis au point pour la classe Aigle. Par rapport au modèle 1923, le nouveau modèle 1927 dispose d’une culasse à ouverture et fermeture semi-automatique, d’une planchette de chargement pivotante et d’un refouloir à ressort, ce qui permet d’augmenter la cadence de tir à un maximum de quinze coups par minute avec un équipage bien entraîné. La cadence peut toutefois être fortement réduite par l’état de la mer : du fait de l’absence de dispositif de compensation du roulis, le tir n’a lieu que lorsque la coque passe à l’horizontale.
Trois types d’obus sont utilisés : obus perforant OPF modèle 1924 contre les cibles marines, obus explosif OEA modèle 1928 contre les cibles terrestres et des obus éclairants OE modèle 1925. Ces obus pèsent environ 40 kg chacun, ce qui représente le maximum manipulable à bras. Du fait de cette limite les douilles sont séparées des obus, chacune contenant 8,9 kg de poudre B marine. Les obus et les douilles sont stockés dans une soute avant et une soute arrière dont le contenu total réglementaire en temps de guerre est de 200 coups par pièce, auxquels s’ajoutent 75 obus éclairants. Des norias électriques remontent des soutes les éléments vers des parcs situés derrière la pièce n°2 pour l’avant et devant la pièce n°4 pour l’arrière, puis les munitions sont apportées depuis ces parcs aux pièces. Ce système d’approvisionnement constitue l’un des points faibles de la classe : les parcs ne contiennent que 24 coups par pièce et les norias ne peuvent remonter qu’une vingtaine de coups par minute au maximum, ce qui limite à quelques minutes le tir à cadence maximale avant que les pièces ne soient à court de munitions.

#### Armes sous-marines
Les bâtiments de la classe Vauquelin sont également armés de sept tubes lance-torpilles de 550 mm répartis en deux plateformes doubles situées sur chaque bord derrière la première cheminée et une plateforme triple située derrière la troisième cheminée, qui peut ainsi lancer sur les deux bords. Les torpilles modèle 1923 DT sont stockées directement dans les tubes et aucune torpille supplémentaire n’est emportée, leurs dimensions et surtout leur masse de plus de deux tonnes rendant le rechargement trop délicat en mer.
Bien que n’étant pas des chasseurs de sous-marins et ne disposant pas d’équipement de détection, les contre-torpilleurs type 1928 emportent des grenades anti-sous-marines qui permettent d’engager au jugé un sous-marin qui aurait été repéré visuellement. L’emport est de vingt-quatre grenades sous-marines Guiraud modèle 1922 de 253 kg larguées par l’arrière dans le sillage et de douze grenades Guiraud modèle 1922 de 130 kg qui peuvent être tirées par des mortiers jusqu’à 250 m par le travers.
La classe Vauquelin doit également remplir le rôle de mouilleur de mines, la Marine nationale ne souhaitant pas s’équiper de ce type de bâtiment trop spécialisé. Les navires emportent des mines légères Bréguet B4 stockées directement dans les deux voies de largage Decauville situées à l’arrière pour larguer dans le sillage. Celles-ci sont constituées d’une partie fixe contenant cinq mines et d’une partie démontable pouvant en contenir quinze de plus et qui n’est installée que lorsque la mission est spécifiquement le mouillage de mines.

#### Défense rapprochée et anti-aérienne

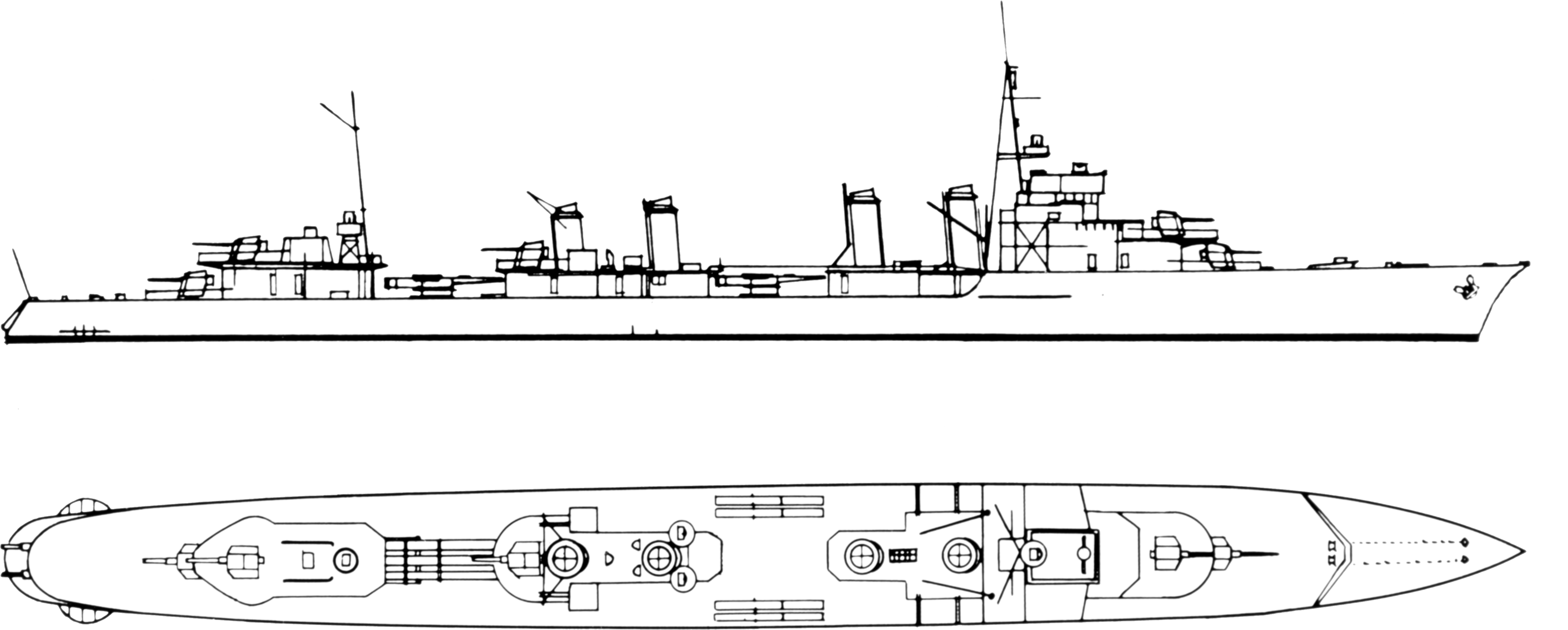
Contre-torpilleur de la classe Vauquelin

Au moment de la conception de la classe Vauquelin, le risque d’une attaque par l’aviation est considéré comme négligeable en mer et est un problème qui n’est perçu comme ne pouvant se présenter qu’au mouillage. L’armement destiné à la défense aérienne est donc le même que celui utilisé pour le combat rapproché, malgré les limites importantes induites. Cet armement est composé de quatre canons de 37 mm modèle 1925 et de quatre mitrailleuses Hotchkiss de 13,2 mm modèle 1929 sur affûts doubles. Ces armes présentent des inconvénients similaires : elles sont disposées sur les bords de la partie centrale de la coque, ce qui est adapté pour engager des cibles en surface, mais laisse d’importants angles-morts vers l’avant et l’arrière ; leur capacité en munition est trop faible, ce qui ne permet pas de fournir un tir nourri en continu ; les dispositifs de pointage sont peu adaptés pour engager des cibles aériennes évoluant à haute vitesse.

## Navires
| Nom            | Chantier naval                         | Lancement        | Mise en service | Fin de service                                                                                     |
| -------------- | -------------------------------------- | ---------------- | --------------- | -------------------------------------------------------------------------------------------------- |
| Vauquelin      | Chantiers de France                    | 20 mars 1931     | 1933            | Sabordé le 27 novembre 1942 à Toulon                                                               |
| Kersaint       | Ateliers et Chantiers de la Loire      | 14 novembre 1931 | 1933            | Sabordé le 27 novembre 1942 à Toulon                                                               |
| Cassard        | Ateliers et chantiers de Bretagne      | 8 novembre 1931  | 1933            | Sabordé le 27 novembre 1942 à Toulon                                                               |
| Tartu          | Ateliers et Chantiers de la Loire      | 7 décembre 1931  | 1933            | Sabordé le 27 novembre 1942 à Toulon                                                               |
| Maillé Brézé   | Chantiers de Penhoët                   | 9 novembre 1931  | 1933            | Perdu dans une explosion accidentelle le 30 avril 1940 à Greenock en Écosse.                       |
| Chevalier Paul | Forges et Chantiers de la Méditerranée | 21 mars 1932     | 1934            | Torpillé le 16 juin 1941 par des bombardiers-torpilleurs britanniques pendant la campagne de Syrie |